# Puerto Natales
Puerto Natales este un oraș portuar cu 19.000 loc. care este situat în  Región de Magallanes y de la Antártica Chilena (Region XII), Chile. Orașul se află la 190 km nord de Punta Arenas, el a fost întemeiat în 1911, și are în prezent un port și un aeroport propriu ceace înlesnește turiștilor vizitarea Parcului Național Torres del Paine  și  Parcului Național Bernardo O’Higgins din Patagonia, precum și excursii cu vaporul în fiordurile din regiune și vizitarea unor colonii de pinguini.